# Pater Noster-kyrkan

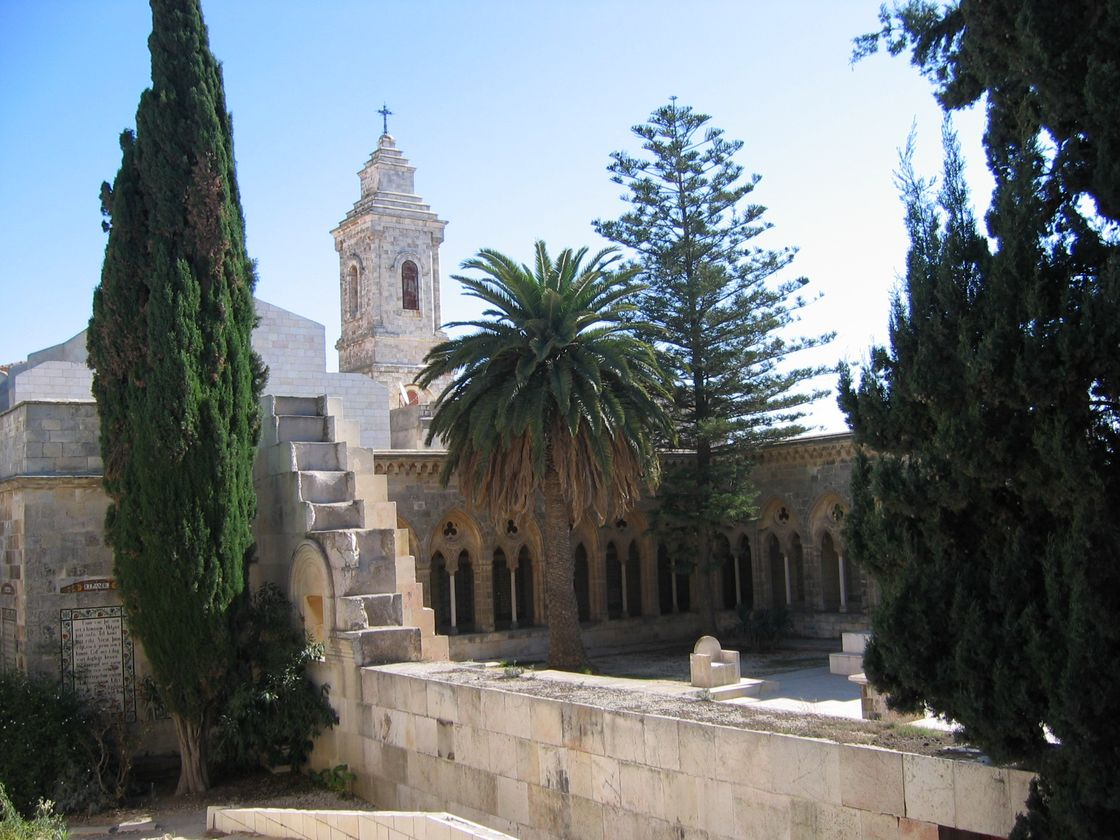
Pater Noster-kyrkan.

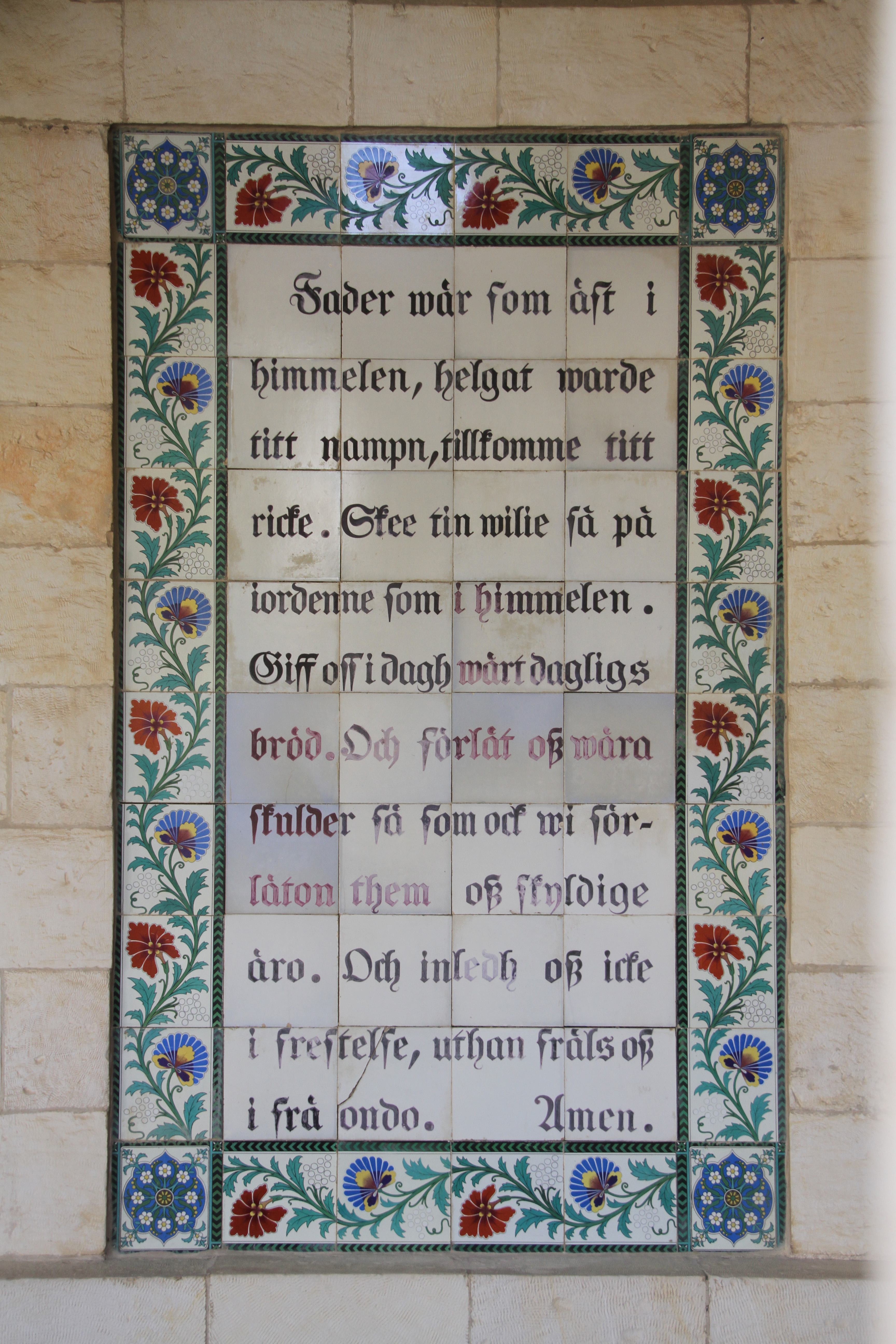
Pater Noster.

Pater Noster-kyrkan, Fader Vår-kyrkan, är en romersk-katolsk kyrkobyggnad på Oljeberget i Jerusalem. Enligt en kristen tradition är den belägen på den plats som Jesus lärde lärjungarna bönen Herrens bön, även kallad Fader vår.
Där den nuvarande kyrkan står låg tidigare ett kapell från Konstantin den stores tid men som förstördes av perserna år 614. Det kapellet hade varit kopplat till Kristi himmelsfärd men när korsfararna byggde en ny kyrka på 1100-talet kopplades det samman med Herrens bön. Kyrkan skadades i samband med muslimernas intåg i Jerusalem efter Slaget vid Hattin 1187 och övergavs 1345 efter en längre tids förfall. Den nuvarande kyrkan byggdes 1874-1875 efter att den franska prinsessan Aurelie de La Tour d'Auvergne donerat marken till franska karmelitsystrar.
På murarna och på väggarna i klostrets korsgång finns keramikplattor, majolikaplattor, med texten till Herrens bön på 140 olika språk.